# استادان وحشت
استادان وحشت (انگلیسی: Masters of Horror) یک مجموعه تلویزیونی آمریکایی است به کارگردانی میک گریس که برای شبکه کابلی شوتایم تولید شده است.
شبکه شوتایم از پخش فصل سوم این سریال جلوگیری کرد. به گزارش The Hollywood Reporter کارگردان این سریال میک گریس و استودیوی سازنده آن سریالی ۱۳ قسمتی جایگزین فصل سوم را به نام Fear Itself با شبکه NBC برای پخش در تابستان ۲۰۰۸ قرارداد بستند.